# Zacharie Jacob

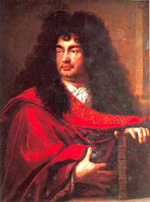
Retrato de Montfleury atribuido a Lebrun. Collección Comédie-Française.

Zacharie Jacob (Anjou, 1600-París, 1667), conocido como Montfleury, fue un actor y dramaturgo francés del siglo XVII.

## Biografía
Zacharie Jacob nació en Anjou en 1600. Entró como paje al servicio del Duque de Guisa, pero se escapó con un grupo de actores errantes y tomó el nombre artístico de Montfleury. Hacia 1635 ya formaba parte de la compañía del Hôtel de Bourgogne y apareció en el reparto original de Cid (1636) y de Horace (1640).
El autor francés Samuel Chappuzeau escribió sobre él: «Es raro ver un actor excelente en ambos géneros [tragedia y comedia], pero dentro de todos los campos, tanto en el teatro como en la guerra, hay un Montfleury que es ilustre en todo».

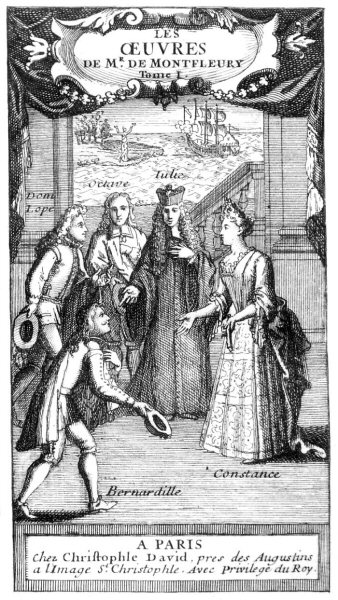
Œuvres, vol. I (París 1705).

El Cardenal Richelieu le tenía en gran estima, por lo que ofreció su propia casa en el campo en Rueil para oficiar el matrimonio del actor con la actriz Jeanne de la Chalpe en 1683. 
Como dramaturgo escribió la tragedia La Mort d'Asdrobal, puesta en escena en 1647. Su hijo Antoine Jacob, con quien compartía nombre artístico, era un rival de Molière y Cyrano de Bergerac. Ambos Montfleury mantuvieron una disputa con Molière. En una obra, este hizo una referencia jocosa al contorno de Zacharie Jacob, a lo que Antoine respondió con una pulla parecida en su siguiente obra. Poco antes de fallecer, Zacharie denunció a Molière al rey Luis XIV bajo los cargos de incesto, un rumor que pese a no llegar a confirmarse tampoco se pudo descartar.
Montfleury murió en París en diciembre de 1667 por la ruptura de un vaso sanguíneo, mientras representaba a Orestes en Andromaque. Se creyó que el cinturón de metal que le ceñía el contorno de su enorme barriga podía haber sido el causante de su muerte.